# Assemblée législative du Territoire de la capitale australienne
Pour les autres articles nationaux ou selon les autres juridictions, voir Assemblée législative.
11e législature
Bâtiment de l'Assemblée législative (en)
L'Assemblée législative du Territoire de la capitale australienne (en anglais : Australian Capital Territory Legislative Assembly, abrégé en ACT Legislative Assembly) est le parlement monocaméral du Territoire de la capitale australienne (ACT). Il siège dans le bâtiment de l'Assemblée législative (en) situé sur Civic Square, à proximité du centre-ville de Canberra.
L'Assemblée législative est composée de 25 membres, élus pour un mandat de quatre ans au système de Hare-Clark, une variante du scrutin à vote unique transférable de représentation proportionnelle, dans cinq circonscriptions de cinq sièges chacune.

## Histoire

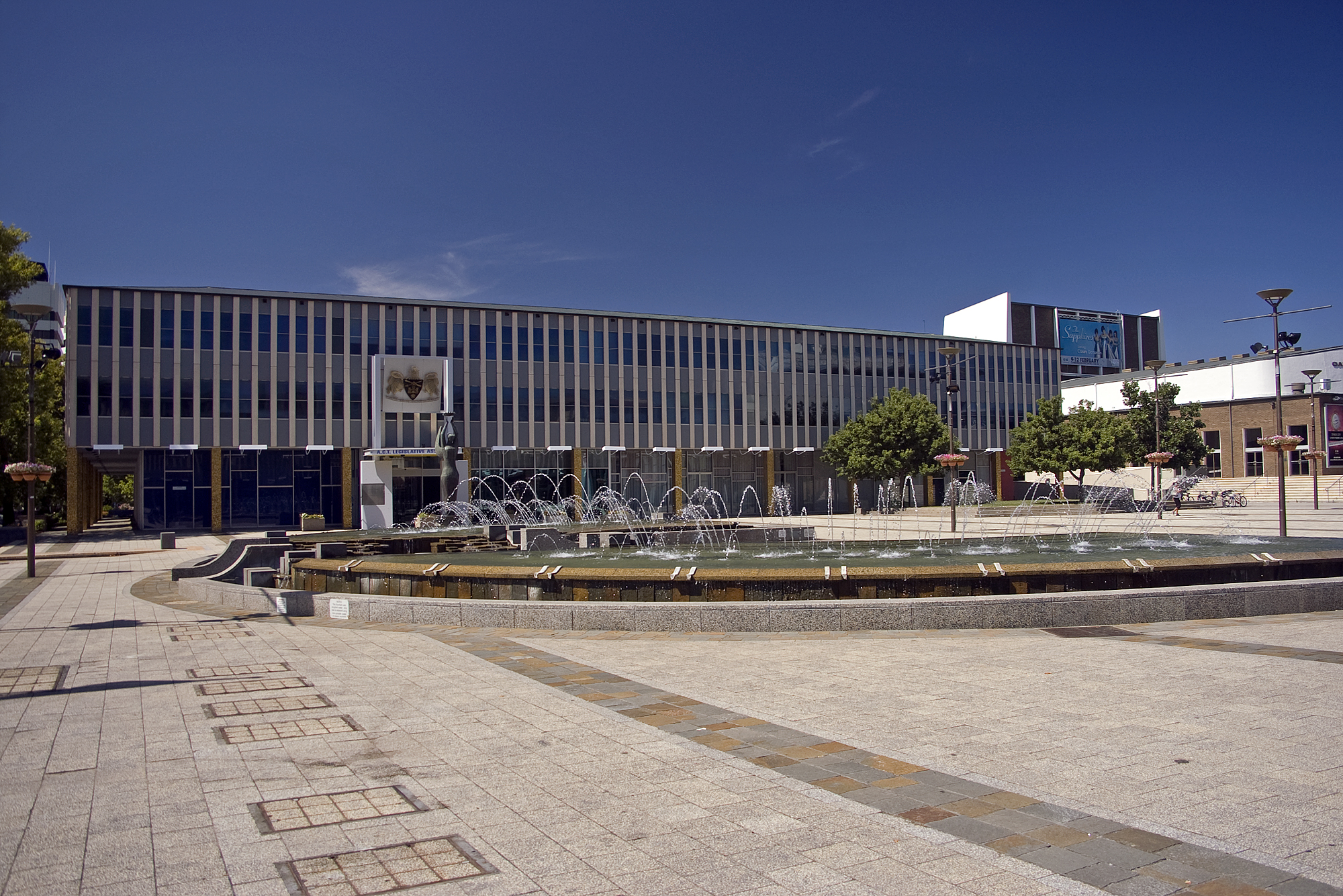
Extérieur du bâtiment de l'Assemblée législative.

L'Assemblée législative est créé par quatre lois du Parlement fédéral australien en 1988, dont notamment l'Australian Capital Territory (Self-Government) Act 1988. La première élection a lieu le 4 mars 1989 et la première réunion de l'assemblée a eu lieu le 11 mai de la même année. Jusque-là, le territoire est directement administré par le gouvernement fédéral. Elle remplace l'Assemblée (House of Assembly) — également connue pendant une certaine période comme l'Assemblée législative —, qui existe de 1976 à 1986 mais qui ne possède pas de pouvoir exécutif, avec comme fonction principale de conseiller le gouvernement fédéral sur les questions relatives au Territoire.
Les membres de l'Assemblée législative élisent un Ministre en chef qui, à son tour, choisit jusqu'à cinq ministres pour former son cabinet. Le chef du deuxième parti en importance devient habituellement le chef de l'opposition.
Cette assemblée a la particularité parmi les États et Territoires australiens, de n'avoir aucune personne assurant la fonction vice-royale de représentant du chef de l'État, tels qu'un gouverneur ou un administrateur. Au lieu de cela, les fonctions du chef de l'exécutif — approbation des projets de loi, de nomination du gouvernement, de promulgation ou de prorogation du Parlement — sont exercées par l'Assemblée elle-même et par le ministre en chef. Au lieu de la « sanction » vice-royal ou royal, un projet de loi adopté par l'Assemblée est adopté sur « notification », c'est-à-dire par publication d'un article autorisé par le ministre en chef, dans la « Gazette du gouvernement ».
Les dates d'élection de l'Assemblée sont fixées par la loi, les élections ayant lieu en octobre tous les quatre ans. Les élections ont toujours lieu le samedi. Jusqu'en 1997, les élections avaient lieu en février. La durée du mandat de l'Assemblée est augmenté en 2004 de trois à quatre ans.
Comme l'Assemblée législative du Territoire du Nord, l'Assemblée n'a pas tous les pouvoirs d'une assemblée d'un État fédéral. Ainsi, une loi adoptée par l'Assemblée peut être annulée par une loi du Parlement fédéral ou par le gouverneur général agissant sur l'avis du gouvernement fédéral. Bien que cela arrive rarement dans la pratique, la Civil Unions Act, qui permettait aux couples de même sexe de conclure des « unions civiles » est annulée à la suite des inquiétudes provoquées par cette imitation du mariage. En juillet 2006, le gouvernement fédéral menace de nouveau d'annuler la loi anti-terroriste du gouvernement car elle n'est pas compatible avec les lois des autres États.
Le Commonwealth conserve également le contrôle du système judiciaire du territoire jusqu'à sa remise à l'Assemblée en 1992. L'Assemblée a les fonctions d'un conseil local et la ville de Canberra n'a aucun autre gouvernement local.

## Système électoral

### Système actuel

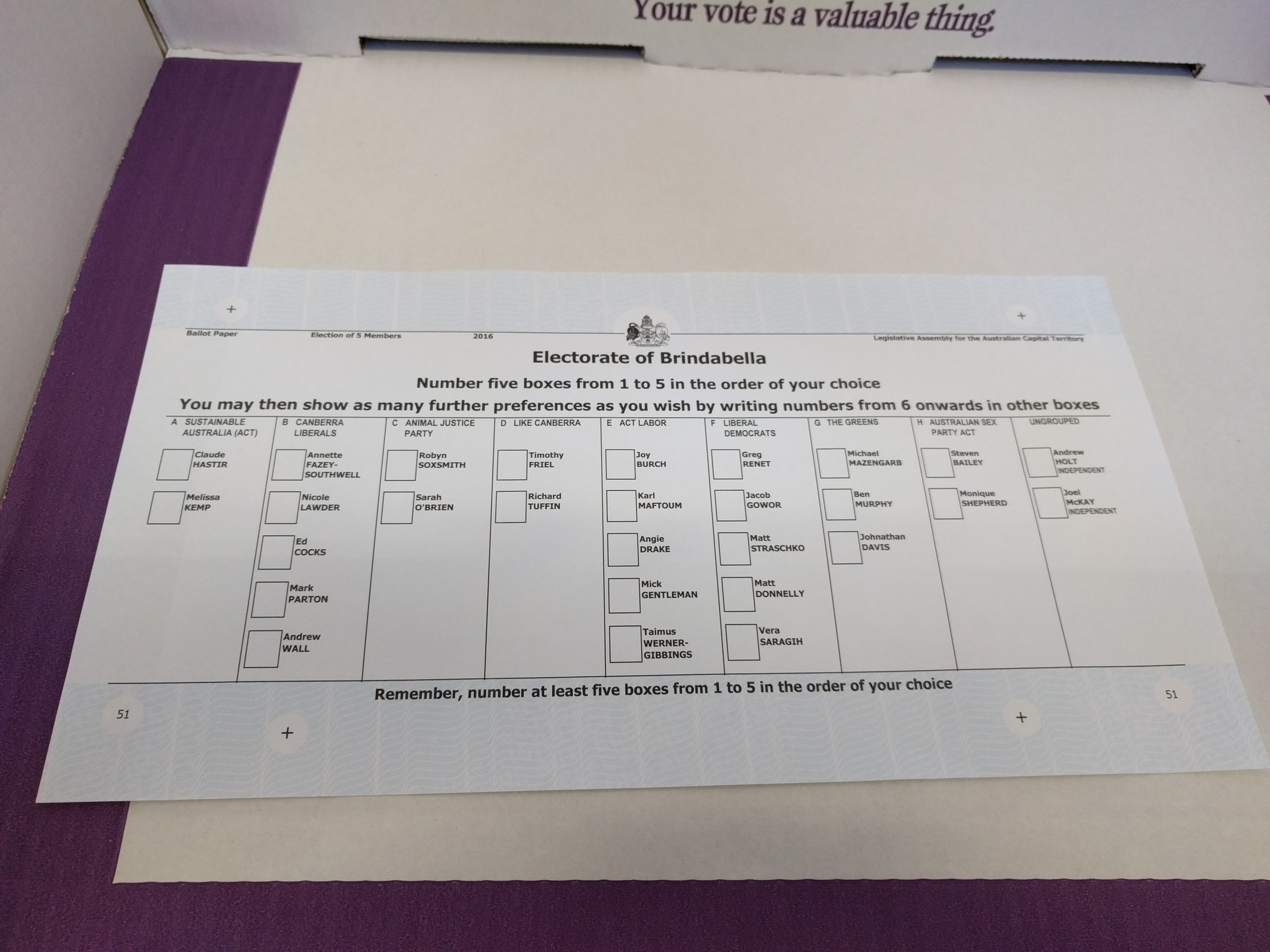
Exemple de bulletin de vote utilisé en 2016.

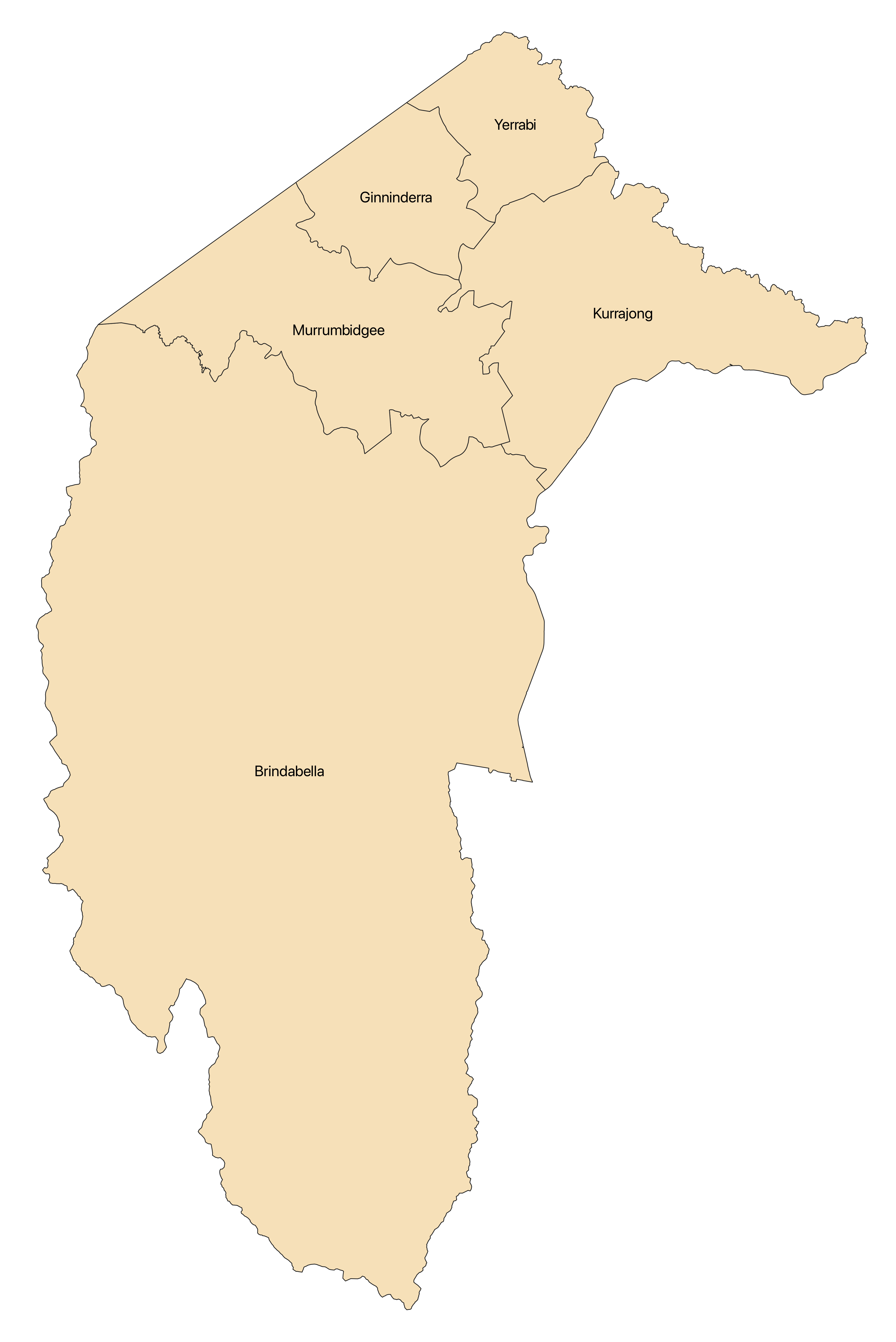
Carte des 5 circonscriptions.

L'Assemblée législative du Territoire de la capitale australienne est dotée de 25 sièges pourvus pour quatre ans à l'aide d'une forme modifiée du scrutin à vote unique transférable dans cinq circonscriptions électorales de cinq sièges chacune. Le scrutin utilisé, à finalité proportionnelle, est connu sous le nom de système électoral de Hare-Clark : les électeurs classent au moins autant de candidats que de sièges à pourvoir par ordre de préférences en écrivant un chiffre à côté de chacun de leurs noms sur le bulletin de vote, 1 étant la première préférence. 
Dans la pratique, les candidats sont regroupés sur le bulletin de vote par partis, et les électeurs peuvent librement sélectionner l'ensemble des candidats de ce parti ou en sélectionner des candidats de partis différents. Les partis ne sont pas contraints de présenter autant de candidats que de sièges à pourvoir, et dans le cas de petit partis tendent à en présenter un nombre restreint afin de limiter la dispersion des voix de leurs électeurs. Contrairement à d'autres parties de l'Australie, les partis ne peuvent distribuer de pamphlet à l'entrée des bureaux de vote indiquant aux électeurs comment répartir leurs voix pour les soutenir.
Au moment du dépouillement, il est d'abord établi le quota de voix à atteindre par un candidat pour obtenir un siège en divisant le nombre de votes valides plus un par le nombre de sièges à pourvoir plus un. Les premières préférences sont d'abord comptées et le ou les candidats ayant directement atteint le quota sont élus. Pour chaque candidat élu, les secondes préférences de ses électeurs sont ajoutées au total des voix des candidats restants, permettant éventuellement à ces derniers d'atteindre à leur tour le quota. Si aucun candidat n'a atteint le quota dans la circonscription, ou qu'il reste des sièges à pourvoir après attribution des secondes préférences, le candidat arrivé dernier est éliminé et ses secondes préférences attribuées aux candidats restants. Si un candidat est élu ou éliminé et que ses secondes préférences vont à un candidat lui-même déjà élu ou éliminé, les préférences suivantes sont utilisées, et ainsi de suite. L'opération est renouvelée jusqu'à ce qu'autant de candidats que de sièges à pourvoir atteignent le quota. La particularité du système de Hare-Clark tient au calcul de la répartition de ces secondes préférences : celles-ci sont ainsi divisées par le nombre total de première préférences du candidat déjà élu. La répartition des sièges est ainsi faites à l'avantage des électeurs qui ne sont pas déjà représentés à l'assemblée par leur premier choix, ce qui, dans un système de parti, tend à une répartition proportionnelle. Cette proportionnalité du système électoral n'est cependant possible qu'en présence d'un grand nombre de préférences secondaires, au risque en leur absence de se transformer en scrutin majoritaire plurinominal. L'électeur doit par conséquent obligatoirement indiquer un minimum de cinq préférences. À défaut, son bulletin est considéré comme nul,.

### Système avant 2014
Jusqu'à la loi électorale de 2014, mise en œuvre lors des élections de 2016, l'Assemblée législative est composée de 17 membres, élus pour un mandat de quatre ans au système de Hare-Clark, une variante du scrutin à vote unique transférable de représentation proportionnelle. Les 17 membres sont élus dans trois circonscriptions: Brindabella et  Ginninderra, qui élisent cinq membres, et Molonglo qui en élit sept.